# Arne Maier
Arne Maier (Ludwigsfelde, 8 januari 1999) is een Duits voetballer die doorgaans speelt als middenvelder. In juli 2022 verruilde hij Hertha BSC voor FC Augsburg.

## Clubcarrière
Maier speelde in de jeugd van Ludwigsfelder FC en kwam hierna terecht in de opleiding van Hertha BSC. Bij die club werd hij aan het einde van het seizoen 2016/17 overgeheveld naar het eerste elftal. Op 13 mei 2017 maakte de middenvelder zijn debuut in het eerste elftal. Op bezoek bij Darmstadt 98 werd met 0–2 gewonnen door doelpunten van Salomon Kalou en Jordan Torunarigha. Maier moest van coach Pál Dárdai op de reservebank starten en hij kwam in de blessuretijd van de tweede helft als vervanger van Kalou binnen de lijnen. Maier veroverde in het seizoen 2017/18 een basisplaats in Berlijn, waarmee hij ook debuteerde in de UEFA Europa League. In februari werd zijn verbintenis verlengd tot medio 2020.
In de zomer van 2020 werd Maier voor één seizoen op huurbasis overgenomen door promovendus Arminia Bielefeld. Het jaar erop verhuurde Hertha de middenvelder opnieuw, ditmaal aan FC Augsburg. Maier speelde in het seizoen 2021/22 negenentwintig competitiewedstrijden voor Augsburg en de club besloot hierop hem voor vier miljoen euro over te nemen en een contract voor drie seizoenen te geven. Deze verbintenis werd na afloop van het seizoen 2023/24 opengebroken en met een jaar verlengd tot medio 2026.

## Clubstatistieken
| Seizoen | Club                | Competitie | Competitie | Competitie | Beker | Beker | Internationaal | Internationaal | Totaal | Totaal |
| Seizoen | Club                | Competitie | Wed.       | Dlp.       | Wed.  | Dlp.  | Wed.           | Dlp.           | Wed.   | Dlp.   |
| ------- | ------------------- | ---------- | ---------- | ---------- | ----- | ----- | -------------- | -------------- | ------ | ------ |
| 2016/17 | Hertha BSC          | Bundesliga | 1          | 0          | 0     | 0     | —              | —              | 1      | 0      |
| 2017/18 | Hertha BSC          | Bundesliga | 17         | 0          | 1     | 0     | 3              | 0              | 21     | 0      |
| 2018/19 | Hertha BSC          | Bundesliga | 24         | 0          | 2     | 0     | —              | —              | 26     | 0      |
| 2019/20 | Hertha BSC          | Bundesliga | 14         | 0          | 1     | 0     | —              | —              | 15     | 0      |
| 2020/21 | Hertha BSC          | Bundesliga | 2          | 0          | 1     | 0     | —              | —              | 3      | 0      |
| 2020/21 | → Arminia Bielefeld | Bundesliga | 16         | 0          | 0     | 0     | —              | —              | 16     | 0      |
| 2021/22 | → FC Augsburg       | Bundesliga | 29         | 1          | 1     | 0     | —              | —              | 30     | 1      |
| 2022/23 | FC Augsburg         | Bundesliga | 30         | 5          | 2     | 1     | —              | —              | 32     | 6      |
| 2023/24 | FC Augsburg         | Bundesliga | 22         | 2          | 1     | 0     | —              | —              | 23     | 2      |
| 2024/25 | FC Augsburg         | Bundesliga | 28         | 0          | 4     | 1     | —              | —              | 32     | 1      |
| Totaal  | Totaal              | Totaal     | 173        | 8          | 13    | 2     | 3              | 0              | 189    | 10     |

Bijgewerkt op 12 juni 2025.

## Erelijst
| Europees kampioenschap –21 | 1 | 2021 |